# Buccoo-Coral Gardens
Buccoo-Coral Gardens es una localidad de Trinidad y Tobago, que forma parte de la parroquia de St. Patrick.

## Geografía
La localidad abarca parte de la isla de Tobago y limita al norte con Mt. Irvine-Black Rock, al sur con Canaan, al este con Old Grange-Sou Sou Lands y al oeste con el mar Caribe.

## Demografía
Datos demográficos de la localidad de Buccoo-Coral Gardens:
| Gráfica de evolución demográfica de Buccoo-Coral Gardens entre 2000 y 2011 |
|                                                                            |